# Cryptospiza shelleyi
La estrilda de Shelley (Cryptospiza shelleyi) es una especie de ave paseriforme de la familia Estrildidae endémica de la región de los Grandes Lagos de África. Se considera una especie vulnerable porque su población ha decaído notablemente en las últimas décadas, y se estima la población total entre 2.500 a 10.000 individuos. Este declive probablemente se debe a la deforestación.

## Descripción
Es un pájaro pequeño y de intenso colorido. Mide alrededor de los 13 cm de largo. El macho de estrilda de Shelley tiene la espalda, el píleo y el rostro de color rojo, en contraste con las alas negruzcas y el resto del plumaje de color amarillo verdoso, con tonos más vivos en vientre y flancos. La hembra es menos vistosa, con la cabeza verdosa y solo algo de rojo en el manto y el obispillo. Ambos sexos tienen el pico de color rojo intenso. 
Su llamada consiste en un agudo y áspero tit tit tit. También emiten series crecientes y decrecientes de tipo tu tutu ti ti ti.

## Hábitat
La estrilda de Shelley vive en los bosques de dosel cerrado, a menudo en los fondos de los valles frondosos cerca del agua, además de en los crecimientos secundarios en los bordes de los bosques, los claros de los bosques dominados por hierbas altas, bambúes y en el ecotono superior entre el bosque y el páramo.
Se puede encontrar en algunas partes de las montañas del Rift albertino, como las montañas Itombwe, el parque nacional Kahuzi-Biega y las montañas al este del lago Kivu en la República Democrática del Congo, bosque de Nyungwe, Gishwati, Makwa y el bosque Mukura en Ruanda, el bosque de Bururi y otras partes de Burundi, las montañas Rwenzori y el bosque impenetrable de Bwindi en Uganda, además de las montañas Virunga. Generalmente es escaso, y solo es común en unos pocos bosques amenazados, aunque muestra fluctuaciones inexplicadas de abundancia.

## Conservación
La UICN ha propuesto que se investiguen los declives y fluctuaciones de la población de la estrilda de Shelley, para poder evaluar sus amenazas. Entre ellas se incluyen censos de extensión de su hábitat. Hasta ahora se ha estudiado a la especie en zonas de baja densidad como el parque nacional Virunga en la República Democrática del Congo, en el bosque de Nyungwe de Ruanda y los parques nacionales de las montañas y del bosque impenetrable de Bwindi de Uganda.